# Castello di Kyffhausen
Il castello imperiale di Kyffhausen (in tedesco Reichsburg Kyffhausen) è un castello medievale in rovina, situato sulle colline di Kyffhäuser nello stato tedesco della Turingia, vicino al confine con la Sassonia-Anhalt. Fondato probabilmente intorno all'anno 1000, sostituì il vicino palazzo imperiale (Kaiserpfalz) di Tilleda sotto il dominio degli imperatori Hohenstaufen nel XII e XIII secolo. Insieme al monumento Kyffhäuser, eretto sul terreno del castello, tra il 1890 e il 1896, è oggi una popolare destinazione turistica.

## Posizione
Le rovine del castello imperiale di Kyffhausen si trovano sul bordo nord-orientale della catena su una collina, il Kyffhäuserburgberg (439.7 m sopra livello del mare , a circa 800 metri lungo lo sperone orientale. Il castello si trova nella parrocchia di Steinthaleben, a circa 3 km a nord-est del villaggio di Rathsfeld, nel comune di Kyffhäuserland, vicino alla città di Bad Frankenhausen nel Circondario del Kyffhäuser. I Goldene Aue ("Prati d'acqua d'oro", ca. 160 m) si trovano a nord, e comprendonti i villaggi di Sittendorf e Tilleda circa 280 metri sotto, sono parti del comune di Kelbra nel Circondario di Mansfeld-Harz Meridionale della Sassonia-Anhalt.
Il parco del castello fa parte del Kyffhäuser Nature Park situato a circa 300 metri a sud del suo confine settentrionale.

## Storia

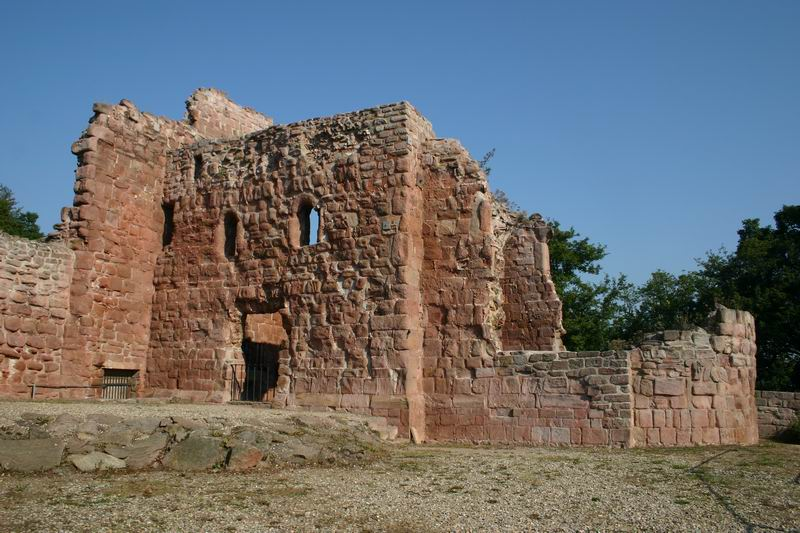
Cappella del castello nella zona inferiore

Numerosi reperti archeologici celti a forma di scarpa, alla sommità, denotano un insediamento già nel periodo Neolitico. La ceramica scavata, dell'età del bronzo, potrebbe derivare da tumuli devastati eretti sullo sperone prominente. Negli anni 1930 furono scoperti i resti della fortezza risalenti alla Cultura di Hallstatt.
Un primo castello in alto sopra la Tilleda (Kaiserpfalz) fu probabilmente eretto sotto il dominio dell'imperatore salio Enrico IV, per proteggere i suoi domini reali a sud delle montagne dell'Harz. Tuttavia, non fu menzionato fino al 1118, quando fu demolito dal duca sassone Lotario di Supplinburgo dopo che le sue forze avevano sconfitto l'imperatore Enrico V nella battaglia di Welfesholz del 1115.
La ricostruzione iniziò poco dopo e fu compiuta sotto il governo dell'imperatore Hohenstaufen Federico Barbarossa, che vi soggiornò più volte. Il complesso del castello, ricostruito in arenaria rossa brillante, si estendeva poi su gran parte della cresta del Kyffhäuserberg; amministrato dagli Hohenstaufen, era inteso come espressione del potere imperiale nella regione.
Dopo la caduta del casato degli Hohenstaufen, la fortezza perse la sua importanza strategica. Rodolfo d'Asburgo, eletto Re dei Romani nel 1273, lo cedette ai conti di Beichlingen, che dal 1375 tennero il castello come vassalli dei langravi Wettin di Turingia. Dato in pegno al casato comitale di Schwarzburg poco dopo e sequestrato dai conti di Schwarzburg-Rudolstadt nel 1407, era già menzionato come un rudere nel XV secolo.
A partire dal classicismo di Weimar, alla fine del XVIII secolo, ancor più in epoca romantica, le pittoresche rovine del castello divennero una destinazione popolare per scrittori come Johann Wolfgang von Goethe, che vagava nella catena del Kyffhäuser insieme al duca Carlo Augusto di Sassonia-Weimar-Eisenach nel 1776. La leggenda di Federico Barbarossa addormentato in montagna, perpetuata da Friedrich Rückert in un poema del 1817, divenne un simbolo del nascente nazionalismo tedesco, illustrato dalle riunioni regolari delle confraternite della Burschenschaft e infine dall'erezione del Monumento Kyffhäuser dal 1890 in poi. Nel 1900 l'associazione dei veterani e dei riservisti Kyffhäuserbund prese il nome dal sito storico.